# Suchy Wierch Ornaczański
Die Suchy Wierch Ornaczański ist ein Berg in der polnischen Westtatra mit 1832 Metern Höhe.

## Lage und Umgebung
Die Suchy Wierch Ornaczański liegt in der polnischen Tatra im Massiv Ornak, zwischen den Tälern Dolina Chochołowska und Dolina Kościeliska.

## Tourismus
Auf die bei Wanderern beliebte Suchy Wierch Ornaczański führt ein Kammweg:
- ▬ Ein grün markierter Wanderweg führt vom Bergpass Iwaniacka Przełęcz über den Gipfel auf die Siwa Przełęcz und die Siwe Turnie zum Bergpass Liliowy Karb.

Als Ausgangspunkt für eine Besteigung aus den Tälern eignen sich die Ornak-Hütte und die Chochołowska-Hütte.